# Centrale nucleare di Smolensk
La centrale nucleare di Smolensk (in russo Смоленская АЭС) è una centrale nucleare russa situata presso la città di Desnogorsk nell'oblast di Smolensk, è il secondo impianto del sito, affiancato all'impianto di Smolensk 2. L'impianto sarà composto da 3 reattori per circa 2775MW di potenza di tipologia RBMK. L'impianto è poi composto di un quarto reattore RBMK non finito e di due reattori programmati di tipologia PWR mai iniziati per un totale di 3825MW.